# Douglas (Otok Man)
Douglas (mansko Doolish) je glavno mesto in največje naselje Otoka Mana. Leta 2011 je imel 27.935 prebivalcev. Nahaja se ob ustju reke Douglas in le-ta tvori del mestnega pristanišča.
Douglas je bil majhno naselje vse dokler se ni začel v 18. stoletju hitro večati, ko so vzpostavili morsko povezavo z angleškim pristaniščem Liverpool. Nadalje se je število prebivalcev znatno povečalo v času industrializacije v 19. stoletju. Leta 1869 so prenesli sedež manškega parlamenta, Tynwalda, iz mesta Castletown v Douglas. V mestu ima sedež tudi vrhovno sodišče Otoka Mana.
Vsakoletna motorna dirka Isle of Man TT, ki poteka po otoku, se začne in konča v Douglasu.